# Astroturfing
L’astroturfing (aussi appelé similitantisme, contrefaçon de mouvement d’opinion ou désinformation populaire planifiée, et parfois désinformation populaire orchestrée) consiste en l'utilisation de techniques de propagande manuelles ou automatisées à des fins publicitaires, politiques ou de relations publiques. Elles ont pour but de donner une fausse impression d'un comportement spontané ou d'une opinion populaire qui prend une dimension nouvelle avec l'arrivée d'Internet et des réseaux sociaux.

## Historique
C'est le sénateur du Texas Lloyd Bentsen qui utilise le terme astroturfing pour la première fois en 1986. Il raconte que de nombreux courriers qui lui sont prétendument envoyés par des citoyens sont en réalité une campagne de lobbying d'une compagnie d'assurance,,.
L'origine du terme astroturfing fait référence à la pelouse artificielle de marque AstroTurf (en) utilisée dans les stades. C'est un jeu de mots sur l'expression « grassroots movement » en anglais américain. Grassroots, qui signifie littéralement « racine de l'herbe », exprime l'idée d'authenticité, d'ancrage dans le peuple. Ainsi la référence à une pelouse synthétique dénonce par analogie l'artificialité de ces pseudo mouvements citoyens.

## Définition
L’astroturfing est une technique consistant en la simulation d'un mouvement spontané ou populaire à des fins d’ordre politique ou économique pour influencer l'opinion publique. Elle consiste à donner l’impression d'un sentiment majoritaire (ou du moins répandu) pour justifier une prise de position tout en donnant de la crédibilité aux déclarations ou aux organisations, en dissimulant des informations sur les liens qu’ils entretiennent entre eux, qu’ils soient financiers ou autres.
Selon Justine Lalande, doctorante au Département de communication sociale et publique de l'Université du Québec, « Il s’agit d’une tactique qui consiste à usurper des mouvements citoyens afin de soutenir des intérêts particuliers. Outil de désinformation, de lobbying, mais aussi de relations publiques, l’astroturfing englobe un ensemble de stratégies de communication. On viendra ainsi masquer les commanditaires d’un message ou d’une organisation pour faire croire qu’il provient des citoyens « ordinaires » ».
L’astroturfing peut prendre de multiples formes, du simple envoi en masse de courrier des lecteurs à un journal (technique revendiquée par Edward Bernays dans Propaganda), jusqu'à des formes plus complexes, utilisant des logiciels qui multiplient de fausses identités sur Internet.
Le but de ce type de campagne est de faire passer un message en le présentant comme spontané, en masquant son caractère commandité. Les astroturfers tentent d'orchestrer des actions qui semblent provenir d'individus divers et dispersés géographiquement et utilisent des méthodes de désinformation. L’astroturfing peut être pratiqué par une personne seule ou par des groupes professionnels organisés, avec des appuis financiers de grosses entreprises ou d'organisations activistes ou non lucratives. Très souvent, l‘organisation est gérée par des consultants politiques qui sont spécialisés dans la recherche en opposition.

## Exemples

### Canada

#### Bell Canada
Au Canada, le géant des télécommunications Bell Canada a été reconnu coupable en 2015 par le Bureau de la concurrence d’avoir encouragé ses employés à rédiger des évaluations et des commentaires positifs au sujet des applications gratuites de la compagnie, sans préciser qu’ils étaient employés. Ils ont dû verser 1,25 million de dollars en dommages.

#### Bixi
En 2008, trois Montréalais « créent » un blog visant à promouvoir le vélo comme mode de transport dans la ville de Montréal appelé : À vélo citoyens. Le blog reçoit en « primeur » le prototype du BIXI, ce vélo-partage, ce qui est confirmé quelques jours plus tard par la Ville. Or, tout se révèle faux, le blog est une création de l'agence de communication Morrow Communications.

### Chine
Le Parti des 50 centimes et l’Internet Water Army (en) sont les deux plus grandes communautés d’astroturfers en Chine.
Le Parti des 50 centimes est un groupe créé par le gouvernement chinois pour poster en grande quantité des messages favorables à sa politique. Son nom aurait pour origine les 50 centimes de yuan qui sont perçus par ses membres pour chaque message posté. Les effectifs de ses agents sont évalués en 2008 à 300 000 personnes en Chine, dont la plupart seraient étudiants.
L’Internet Water Army rassemble l'ensemble des communautés issues d'intérêts privés, et engagées par les entreprises chinoises pour influencer les réseaux sociaux. La police chinoise lutte d'ailleurs contre ces diffuseurs de « fake news ».
Lors de la pandémie de Covid-19, une campagne d’astroturfing des autorités chinoises est suspectée sur Twitter, au vu de l'activité de milliers de comptes publiant presque exclusivement des messages soutenant la réponse de la Chine à l'épidémie, et partageant des messages de désinformation comme ceux accusant les États-Unis d'être à l'origine de la pandémie.

### Corée du Sud
L’astroturfing aurait été utilisé en décembre 2012 en Corée du Sud dans le cadre d'une campagne de diffamation visant à écarter un candidat, avec 24 millions de tweets.

### États-Unis

#### Earnest Voice
L'opération d'espionnage et de guerre psychologique Earnest Voice, visant les pays sous influence des États-Unis, a alimenté massivement les forums et les blogs locaux d'opinions pro-américaines pour légitimer la présence de l'État,.

#### Purdue Pharma
L'entreprise pharmaceutique Purdue Pharma a fait usage d’astroturfing pour mousser les ventes de son médicament controversé : l'OxyContin, à l'origine de la crise des opioïdes. Lorsque l'OxyContin est arrivé sur le marché en 1996, Purdue Pharma a ciblé de nombreux patients par le biais de dépliants et de brochures sous le couvert de Partners Against Pain. Partners Against Pain était présenté comme une coalition indépendante de médecins, de patients, et de prestataires de soins de santé, qui étaient tous alliés pour sensibiliser à la douleur. Bien que Partners Against Pain semblait être une organisation indépendante, elle a été financée et créée par Purdue Pharma.

#### OpérationClean Turf
En 2013, le bureau du procureur général de l'État de New York a entrepris une enquête appelée Operation Clean Turf qui a abouti à un règlement de 350 000 dollars avec 19 entreprises et à un accord pour qu'elles cessent de vendre de faux avis à des entreprises afin qu'elles les publient sur des sites d'évaluation en ligne, tels que Yelp et Citysearch. Les entreprises incriminées étaient des fournisseurs tiers de fausses évaluations et qui se présentaient comme des sociétés d'optimisation des moteurs de recherche (SEO) offrant des services de gestion de la réputation en ligne.
Dans le cadre de l'enquête, des représentants du bureau du procureur général ont passé des appels téléphoniques à des entreprises en se faisant passer pour des clients potentiels cherchant à renforcer leur réputation en ligne. Ils voulaient de l'aide pour réfuter les critiques négatives publiées sur Internet. Un certain nombre de sociétés de référencement ont immédiatement proposé d'écrire de fausses critiques et de les publier sur des sites comme Yelp et Citysearch, et même de faire connaître la fraude en faisant de la publicité sur Craig's List pour trouver des personnes capables de « publier de nombreuses critiques positives sur les principaux sites d'évaluation [sic]. » Les propriétaires d'un spa ont passé une annonce : « J'ai besoin de quelqu'un qui soit un expert de Yelp pour poster des avis positifs… » Une boîte de nuit a fait savoir qu'elle recherchait des rédacteurs pour poster des avis « sans être signalés ». Finalement, 19 entreprises se sont vu infliger des amendes s'échelonnant de 2 500 à 100 000 $, pour un total de 350 000 $. En outre, toutes les entreprises ont assuré qu’elles cesseraient leurs activités.

#### Barrier Breakers2016
Barrier Breakers 2016 est un comité d'action politique créé pour la campagne présidentielle de 2016, rémunéré et composé d'une douzaine de personnes dont des anciens journalistes, des blogueurs, des spécialistes des affaires publiques et des designers qui publient du contenu positif concernant la candidate démocrate Hillary Clinton sur les réseaux sociaux. Son activité est assimilée à de l’astroturfing,.

### France
En septembre 2013, dans la commune de Cholet, le quotidien Ouest-France révèle que le maire Gilles Bourdouleix a demandé à des soutiens politiques lors des réunions publiques d'intervenir avec des questions rédigées à l'avance qui « mêlent remerciements, critiques de la presse ou considérations sur le respect de la loi que représente le maire de Cholet ». En octobre de la même année, le cabinet du maire rédige un faux courrier des lecteurs censé critiquer la presse régionale locale ; l'affaire a été révélée à la suite d'un envoi, par erreur, aux rédactions d'Ouest-France et du Courrier de l'Ouest.
En 2018, lors de l'affaire Benalla, les partisans d'Emmanuel Macron s'appuient sur une étude de Désinfo Lab pour sous-entendre que l'émotion publique suscitée par l'affaire serait en réalité une opération d’astroturfing pilotée par la Russie à des fins de déstabilisation. Plusieurs études concurrentes permettent de démontrer qu'il s'agissait bien d'un mouvement spontané, rappelant la difficulté d'attribution en matière d’astroturfing et de désinformation[réf. non conforme].
En 2019, lors du procès Baupin, l’ancienne ministre Cécile Duflot est victime d'une campagne coordonnée d’astroturfing sur Twitter.
En 2022, un collectif de journalistes identifie des officines israéliennes (Team Jorge) et tunisiennes (Ureputation, Digital BIg Brother), dont les techniques reposent sur des outils de création massives de faux comptes sur les réseaux sociaux, et qui revendiquent ces approches,,.
En février 2022, Le Monde révèle que l'équipe de campagne d'Éric Zemmour a créé des milliers de comptes Twitter afin de gonfler artificiellement la présence de leur candidat sur le réseau social durant l'élection présidentielle de 2022. L'objectif était de diriger les internautes vers des sites gérés par l’association des amis d’Eric Zemmour et d'assurer un afflux d’adhérents et de dons,.

### Japon
Au Japon, les groupes citoyens pro-nucléaire, recrutés et financés par l'industrie nucléaire et la bureaucratie, peuvent être considérés comme un cas d’astroturfing.
En 2008, McDonald's a admis avoir payé 1 000 personnes pour qu'elles fassent la file lors de l'arrivée du Quart de livre afin de mousser les ventes et de créer un engouement.

### Libye
L'opération Cyber Dawn en 2011 est un exemple d’astroturfing en Libye.

### Maroc
Le boycott lancé en avril 2018 à l’encontre de trois marques a été permis et soutenu par une importante campagne d’astroturfing,.

### Roumanie
Lors des élections présidentielles roumaines de décembre 2024, le candidat pro-russe Călin Georgescu a utilisé l'astroturfing pour manipuler l'algorithme de TikTok et gonfler artificiellement sa popularité. 

### Russie
Les web-brigades, des hackers volontaires ou des militants, fonctionnant en petites cellules coordonnées par le Kremlin, attaquent le web dans les intérêts nationaux de la Russie.

### Royaume-Uni
Le guide Online Covert Action du GCHQ, révélé par Edward Snowden, détaille des techniques utilisées par les services du Royaume-Uni pour générer l'illusion de l'adhésion, notamment sur les réseaux sociaux.
En 2016, durant la campagne pour le référendum sur le Brexit, la société Cambridge Analytica a mis en place des techniques de propagande qu'elle a réutilisées durant la campagne présidentielle de Donald Trump.

### Pages connexes
- Agitprop
- Désinformation
- Discours de haine
- Fraude électorale
- Guerre psychologique
- Organisation de façade
- Politique de la division
- Politique de la peur
- Scandale Facebook-Cambridge Analytica
- Usine à trolls